# Matriu (matemàtiques)
En matemàtiques, una matriu és una taula rectangular de nombres o, més generalment, d'elements d'una estructura algebraica de forma d'anell. En aquest article, els valors per les matrius són reals o complexos a menys que es digui el contrari. Un exemple de matriu de 2 files i 3 columnes:
{\displaystyle {\begin{pmatrix}1&9&-13\\20&5&-6\end{pmatrix}}.}
Les matrius de la mateixa mida es poden sumar o restar element a element. No obstant, perquè es pugui efectuar la multiplicació de matrius el nombre de columnes de la primera matriu ha de ser igual al nombre de files de la segona. Una major utilitat de les matrius és la de representar aplicacions lineals, o sigui, generalitzacions de funcions lineals com ara f(x) = 4x. Per exemple, la rotació de vectors en un espai de tres dimensions és una aplicació lineal que es pot representar a través d'una matriu de rotació, R. Si v és un vector columna (una matriu d'una sola columna) que descriu la posició d'un punt a l'espai, llavors el producte Rv és un vector columna que descriu la posició d'aquest punt després de la rotació. El producte de dues matrius representa la composició funcional de dues aplicacions lineals. Una altra utilitat de les matrius és la resolució d'un sistema d'equacions lineals. Si la matriu és quadrada, es poden comprovar algunes de les seves propietats computant el determinant que li correspon. Per exemple, una matriu quadrada té una inversa si i només si el seu determinant és diferent de zero. Els vectors propis i valors propis donen una idea de la geometria de les aplicacions lineals.
Les matrius s'utilitzen en la majoria de camps de la ciència. A totes les branques de la física, incloent la mecànica clàssica, l'òptica, l'electromagnetisme, la mecànica quàntica i l'electrodinàmica quàntica, s'empren per estudiar els fenòmens físics, com ara el moviment de sòlids rígids. A la infografia s'utilitzen per projectar una imatge tridimensional en una pantalla bidimensional. A la teoria de la probabilitat i l'estadística, serveixen per descriure conjunts de probabilitats; de fet, es fan servir a dins de l'algorisme PageRank que ordena les pàgines a una cerca de Google. El càlcul de matrius generalitza nocions analítiques com ara les derivades i les exponencials a dimensions més grans.

## Història
L'estudi de les matrius és molt antic. Els quadrats llatins i els quadrats màgics han estat estudiats des de temps prehistòrics.
Un quadrat màgic, de 3 per 3, es registra en la literatura xinesa cap a l'any 650 aC.
És llarga la història de l'ús de les matrius per resoldre equacions lineals. Un important text matemàtic xinès que prové de l'any 300 aC al 200 aC, Els nou capítols de les arts matemàtiques (九章算术) (Jiu Zhang Suan Shu), és el primer exemple conegut d'ús del mètode de matrius per resoldre un sistema d'equacions simultànies. En el capítol setè, "Ni molt ni poc", el concepte de determinant va aparèixer per primera vegada, dos mil anys abans de la seva publicació pel matemàtic japonès Seki Kowa el 1683 i pel matemàtic alemany Gottfried Leibniz el 1693.
Els "quadrats màgics" també eren coneguts pels matemàtics àrabs, possiblement des de començaments del segle vii, que al seu torn van poder prendre'ls dels matemàtics i astrònoms de l'Índia, juntament amb altres aspectes de la matemàtica combinatòria. Tot això suggereix que la idea va provenir de la Xina. Els primers "quadrats màgics" d'ordre 5 i 6 van aparèixer a Bagdad al 983, a la Enciclopèdia de la Germandat de Puresa (Rasa'il Ihkwan al-Safa).
Les matrius tenen una llarga història d'aplicació en la solució d'equacions lineals. En Gottfried Leibniz, un dels dos fundadors del càlcul, va desenvolupar la seva teoria dels determinants el 1693. En Gabriel Cramer va desenvolupar encara més la teoria, presentant la regla de Cramer el 1750. En Carl Friedrich Gauss i en Wilhelm Jordan van desenvolupar l'eliminació de Gauss-Jordan durant la primera dècada del segle xix.
El terme "matriu" va ser encunyat el 1848 per J. J. Sylvester. George Cayley, William Rowan Hamilton, Hermann Grassman, Ferdinand Georg Frobenius i John von Neumann són alguns dels matemàtics famosos que han treballat en teoria de matrius.
Olga Taussky-Todd (1906-1995) va començar a usar la teoria de matrius mentre investigava un fenomen aerodinàmic de súper-oscil·lació, durant la Segona Guerra Mundial.

## Definicions i notacions
Les línies horitzontals en una matriu s'anomenen files i les línies verticals reben el nom de columnes. Una matriu amb m files i n columnes s'anomena una matriu de m-per-n (o una matriu m×n) i m i n són les seves dimensions. Si m=n, és a dir, si la matriu té dimensions n×n, direm que la matriu és quadrada d'ordre n.
El valor d'una matriu A que es troba en la i-ena fila i en la j-ena columna s'anomena el valor i,j o el (i,j)-è valor d'A. Això s'escriu Ai,j o A[i,j].
Hom escriu sovint {\displaystyle A:=(a_{i,j})_{m\times n}} per definir una matriu A de m×n dimensions amb cada valor a la matriu A[i,j] anomenat {\displaystyle a_{i,j}\!} per tots els 1≤i≤m i 1≤j≤n.

## Exemple
La matriu A
{\displaystyle A:=(a_{i,j})={\begin{pmatrix}1&2&3\\1&2&7\\4&9&2\\6&1&5\end{pmatrix}}}
és una matriu de 4×3 elements. L'element A[2,3] o a2,3 és igual a 7.
Les matrius tenen una altra notació, utilitzant claudàtors (notació normalment utilitzada a Amèrica del nord). Per exemple:
{\displaystyle \mathbf {A} ={\begin{bmatrix}1&2&3\\1&2&7\\4&9&2\\6&1&5\end{bmatrix}}}

## Suma, resta i producte de matrius

### Suma
Si tenim dues matrius {\displaystyle m}-per-{\displaystyle n} {\displaystyle A} i {\displaystyle B}, es defineix la seva suma {\displaystyle A+B} com la matriu {\displaystyle m}-per-{\displaystyle n} computada per mitjà de l'addició d'elements corresponents, per exemple, {\displaystyle (A+B)_{ij}=(a_{ij}+b_{ij})}. Per exemple
{\displaystyle {\begin{pmatrix}1&3&2\\1&0&0\\1&2&2\end{pmatrix}}+{\begin{pmatrix}0&0&5\\7&5&0\\2&1&1\end{pmatrix}}={\begin{pmatrix}1+0&3+0&2+5\\1+7&0+5&0+0\\1+2&2+1&2+1\end{pmatrix}}={\begin{pmatrix}1&3&7\\8&5&0\\3&3&3\end{pmatrix}}}
Una altra noció, molt menys usada, de la suma de matrius és la suma directa.
El conjunt de matrius {\displaystyle m}-per-{\displaystyle n} amb elements de l'anell {\displaystyle R}, denotat per {\displaystyle M_{m\times n}(R)} amb la suma de matrius és un grup abelià.

### Multiplicació escalar
Si es dona una matriu A i un nombre c, hom pot definir la multiplicació escalar o multiplicació per escalars cA fent 
{\displaystyle (cA)[i,j]=cA[i,j]}.
O sigui, la multiplicació d'una matriu per un escalar (un nombre) és la matriu resultant de multiplicar els seus components per aquest escalar. Per exemple:
{\displaystyle 2{\begin{pmatrix}1&8&-3\\4&-2&5\end{pmatrix}}={\begin{pmatrix}2\times 1&2\times 8&2\times -3\\2\times 4&2\times -2&2\times 5\end{pmatrix}}={\begin{pmatrix}2&16&-6\\8&-4&10\end{pmatrix}}}
La suma de matrius i el producte per escalars converteixen el conjunt M (m, n, R) de totes les matrius m-per-n amb valors reals en un espai vectorial real de dimensió mn.
Això és cert també en general per qualsevol cos: el conjunt M (m, n, K), on K és un cos amb la suma de matrius i el producte per un escalar de K és un espai vectorial de dimensió mn sobre K (per exemple, les matrius complexes formen un espai vectorial complex).

### Multiplicació

Els resultats en les posicions marcades depenen de les files i columnes dels seus respectius colors.

La multiplicació o producte de dues matrius només està ben definida si el nombre de columnes de la primera matriu és el mateix que el nombre de files de la segona. Si {\displaystyle A} és una matriu {\displaystyle m}-per-{\displaystyle p} ({\displaystyle m} files, {\displaystyle p} columnes) i {\displaystyle B} és una matriu {\displaystyle p}-per-{\displaystyle n} ({\displaystyle p} files, {\displaystyle n} columnes), aleshores el producte {\displaystyle AB} és la matriu {\displaystyle m}-per-{\displaystyle n} ({\displaystyle m} files, {\displaystyle n} columnes), donada per 
{\displaystyle (AB)_{ij}=a_{i1}b_{1j}+...+a_{ip}b_{pj}=\sum _{k=1}^{p}a_{ik}b_{kj}}
O sigui, l'element {\displaystyle i,j} de la matriu producte serà la suma de les multiplicacions de cada element de la fila {\displaystyle i} de la primera pel corresponent element de la columna {\displaystyle j} de la segona. Per exemple:
{\displaystyle {\begin{pmatrix}1&0&2\\-1&3&1\\\end{pmatrix}}\times {\begin{pmatrix}3&1\\2&1\\1&0\end{pmatrix}}={\begin{pmatrix}(1\times 3+0\times 2+2\times 1)&(1\times 1+0\times 1+2\times 0)\\(-1\times 3+3\times 2+1\times 1)&(-1\times 1+3\times 1+1\times 0)\\\end{pmatrix}}={\begin{pmatrix}5&1\\4&2\\\end{pmatrix}}}
Aquesta multiplicació té les propietats següents:
- {\displaystyle (AB)C=A(BC)} per totes les matrius {\displaystyle A} {\displaystyle m}-per-{\displaystyle p}, matrius {\displaystyle B} {\displaystyle p}-per-{\displaystyle k} i matrius {\displaystyle C} {\displaystyle k}-per-{\displaystyle n} (propietat associativa).

- {\displaystyle (A+B)C=AC+BC} per totes les matrius {\displaystyle A} i {\displaystyle B} {\displaystyle m}-per-{\displaystyle p} i matrius {\displaystyle C} {\displaystyle p}-per-{\displaystyle n} (propietat distributiva).
- {\displaystyle A(B+C)=AB+AC} per totes les matrius {\displaystyle A} {\displaystyle m}-per-{\displaystyle p} i les matrius {\displaystyle B} i {\displaystyle C} {\displaystyle p}-per-{\displaystyle n} (Propietat_distributiva).

És important remarcar que la Propietat commutativa no s'aplica generalment; per tant, donant unes matrius {\displaystyle A} i {\displaystyle B} i el seu producte definit, aleshores és quasi sempre {\displaystyle AB\neq BA}.
- Hom diu que les matrius {\displaystyle A}, {\displaystyle B} commuten si {\displaystyle AB=BA} ({\displaystyle A}, {\displaystyle B} són necessàriament quadrades).
- Hom diu que les matrius {\displaystyle A}, {\displaystyle B} anticommuten si {\displaystyle AB=-BA}. Aquestes matrius (necessàriament quadrades) tenen una gran importància en les representacions de l'àlgebra de Lie i en representacions de l'àlgebra de Clifford.

## Transformacions lineals, rang i transposició
Les matrius poden representar convenientment les transformacions lineals perquè la multiplicació de matrius correspon netament a la composició d'aplicacions lineals, com es descriurà després. Aquesta propietat fa que siguin molt utilitzades en computació.
Aquí i en la continuació hom identifica {\displaystyle R^{n}} amb el conjunt de columnes o matrius {\displaystyle n}-per-1. Els elements d'aquest conjunt s'anomenen vectors, ja que les coordenades de qualsevol vector en una base es poden expressar de manera única com una matriu columna.
Per cada aplicació lineal {\displaystyle f:R^{n}\rightarrow R^{m}} hi ha una matriu única {\displaystyle m}-per-{\displaystyle n} tal que {\displaystyle f(v)=Av} per a tots els vectors {\displaystyle v\in R^{n}}.
Diem que la matriu {\displaystyle A} representa l'aplicació lineal {\displaystyle f} o bé que n'és la matriu associada. Ara, si la matriu {\displaystyle B} {\displaystyle k}-per-{\displaystyle m} representa una altra aplicació lineal {\displaystyle g:R^{m}\rightarrow R^{k}}, aleshores l'aplicació lineal {\displaystyle f\circ g} té per matriu associada la matriu {\displaystyle BA}.
El rang d'una matriu {\displaystyle A} és la dimensió de la imatge de l'aplicació lineal representada per {\displaystyle A}: això és el mateix que la dimensió de l'espai generat per les files d'{\displaystyle A}, i també el mateix que la dimensió de l'espai generat per les columnes d'{\displaystyle A}.

Una altra operació sobre el conjunt {\displaystyle M_{m\times n}} és la transposició. La transposada d'una matriu {\displaystyle A} {\displaystyle m}-per-{\displaystyle n} és la matriu {\displaystyle A^{t}} {\displaystyle n}-per-{\displaystyle m} (també escrita a vegades {\displaystyle {}^{t}A}), extreta convertint les files en columnes i les columnes en files, o sigui si definim la matriu {\displaystyle A=(a_{ij})}, aleshores {\displaystyle A^{t}=(a_{ji})} per tots els índexs {\displaystyle i} i {\displaystyle j}. Notem que l'operació transposició no és interna, de fet l'operació és una aplicació definida com:
{\displaystyle {\begin{matrix}{-}^{t}:&M_{m\times n}&\longrightarrow &M_{n\times m}\\&A=(a_{ij})&\longmapsto &A^{t}=(a_{ji})\end{matrix}}}
Si {\displaystyle A} descriu una aplicació lineal respecte a dues bases, aleshores la matriu {\displaystyle A^{t}} descriu la transposada de l'aplicació lineal respecte a les bases duals, vegeu espai dual.
Dos exemples; siguin les matrius {\displaystyle A={\begin{pmatrix}1&7&7&9\\9&5&1&3\\9&1&8&4\\8&4&2&3\end{pmatrix}}}, {\displaystyle B={\begin{pmatrix}6\\6\\4\end{pmatrix}}}. Les seves transposades són:
{\displaystyle A^{t}={\begin{pmatrix}1&9&9&8\\7&5&1&4\\7&1&8&2\\9&3&4&3\end{pmatrix}}}{\displaystyle B^{t}={\begin{pmatrix}6&6&4\end{pmatrix}}}
La transposició de matriu té tres propietats interessants:
- {\displaystyle (A^{t})^{t}=A}
- {\displaystyle (A+B)^{t}=A^{t}+B^{t}}
- {\displaystyle (AB)^{t}=B^{t}A^{t}}

## Matrius quadrades i definicions
Una matriu quadrada d'ordre {\displaystyle n} és una matriu que té el mateix nombre de files que de columnes, {\displaystyle n}. El conjunt de totes les matrius quadrades d'ordre {\displaystyle n}, junt amb la suma de matrius i el producte de matrius és un anell unitari. A menys que {\displaystyle n=1}, l'anell no és un anell commutatiu. Això ho podem veure fent el producte de les matrius
{\displaystyle A=(a_{ij})={\begin{cases}1&{\text{si}}&i=1\ {\text{i}}\ j=2\\0&{\text{si}}&i\neq 1\ {\text{o}}\ j\neq 2\end{cases}}={\begin{pmatrix}0&1&0&\cdots &0\\0&0&0&\cdots &0\\0&0&0&\cdots &0\\\vdots &\vdots &\vdots &\ddots &\vdots \\0&0&0&\cdots &0\end{pmatrix}}} i {\displaystyle B=(b_{ij})={\begin{cases}1&{\text{si}}&i=2\ {\text{i}}\ j=1\\0&{\text{si}}&i\neq 2\ {\text{o}}\ j\neq 1\end{cases}}={\begin{pmatrix}0&0&0&\cdots &0\\1&0&0&\cdots &0\\0&0&0&\cdots &0\\\vdots &\vdots &\vdots &\ddots &\vdots \\0&0&0&\cdots &0\end{pmatrix}}}
{\displaystyle AB={\begin{pmatrix}1&0&0&\cdots &0\\0&0&0&\cdots &0\\0&0&0&\cdots &0\\\vdots &\vdots &\vdots &\ddots &\vdots \\0&0&0&\cdots &0\end{pmatrix}}\neq BA={\begin{pmatrix}0&0&0&\cdots &0\\0&1&0&\cdots &0\\0&0&0&\cdots &0\\\vdots &\vdots &\vdots &\ddots &\vdots \\0&0&0&\cdots &0\end{pmatrix}}}
{\displaystyle M_{n}(\mathbb {R} )}, l'anell de matrius quadrades reals, és una àlgebra associativa real unitària. {\displaystyle M_{n}(\mathbb {C} )}, l'anell de matrius quadrades complexes, és una àlgebra associativa complexa unitària.
La matriu unitària o matriu d'identitat {\displaystyle I_{n}}, amb elements a la diagonal principal disposats en 1 i tots els altres elements disposats a 0, es comprova fàcilment que aquesta matriu satisfà {\displaystyle MI_{n}=I_{m}M=M} per qualsevol matriu {\displaystyle M} {\displaystyle m}-per-{\displaystyle n}. Per exemple, si {\displaystyle n=3}:
{\displaystyle I_{3}={\begin{pmatrix}1&0&0\\0&1&0\\0&0&1\end{pmatrix}}}
Una manera útil i compacte d'escriure la matriu identitat emprant la delta de Kronecker és {\displaystyle I=(I)_{ij}={\begin{cases}1&{\text{si}}&i=j\\0&{\text{si}}&i\neq j\end{cases}}}, si hi hagués ambigüitat en l'ordre de la matriu s'hauria d'escriure {\displaystyle I_{n}=(I)_{1\leq i,j\leq n}={\begin{cases}1&{\text{si}}&i=j,\forall 1\leq i,j\leq n\\0&{\text{si}}&i\neq j,\forall 1\leq i,j\leq n\end{cases}}}
La matriu d'identitat és l'element neutre respecte el producte de matrius en l'anell de matrius quadrades. L'element neutre respecte la suma és la matriu {\displaystyle 0} definida com la matriu {\displaystyle a_{ij}=0,\forall i,j}.
Els elements invertibles en aquest anell s'anomenen matrius invertibles o matrius regulars (o matrius no singulars). Una matriu {\displaystyle A} {\displaystyle n}-per-{\displaystyle n} és invertible si i només si existeix una matriu {\displaystyle B} tal que
{\displaystyle AB=BA=I_{n}}.
En aquest cas, {\displaystyle B} és la matriu inversa d'{\displaystyle A}, denotada per {\displaystyle A^{-1}}. El conjunt de totes les matrius invertibles {\displaystyle n}-per-{\displaystyle n} forma un grup (específicament un grup de Lie) sota la multiplicació de matrius, el grup lineal general.
Si {\displaystyle \lambda } és un nombre i {\displaystyle v} és un vector no-zero tal que {\displaystyle Av=\lambda v}, aleshores hom anomena {\displaystyle v} un vector propi (eigenvector en anglès) d'{\displaystyle A} i {\displaystyle \lambda } el valor propi (eigenvalue en anglès) associat. (Eigen significa "propi" en alemany). El nombre {\displaystyle \lambda } és un valor propi d'{\displaystyle A} si i només si {\displaystyle A-\lambda I_{n}} no és invertible, que passa si i només si {\displaystyle p_{A}(\lambda )=0}. Aquí {\displaystyle p_{A}(x)} és el polinomi característic d'{\displaystyle A}. Aquest és un polinomi de grau {\displaystyle n} i, per tant, té {\displaystyle n} arrels complexes (comptant les arrels múltiples segons la seva multiplicitat). En aquest sentit, cada matriu quadrada té {\displaystyle n} valors propis complexos.
El determinant d'una matriu quadrada {\displaystyle A} és el producte dels seus valors propis (comptant cadascú segons la seva multiplicitat), però també es pot definir per mitjà de la fórmula de Leibniz. Les matrius invertibles són precisament aquelles amb un determinant no-zero, o sigui amb valors propis tots diferents de zero.
L'algorisme d'eliminació de Gauss-Jordan és de vital importància: hom el pot utilitzar per computar determinants, rangs i els inversos de matrius i per solucionar sistemes d'equacions lineals.
La traça d'una matriu quadrada és la suma de les entrades a la diagonal principal, que és igual a la suma dels seus valors propis (comptant cadascú segons la seva multiplicitat).
Hom defineix l'exponencial de qualsevol matriu quadrada real o complexa, usant sèrie de potències.

## Tipus especials de matrius
En moltes àrees de les matemàtiques apareixen matrius amb una certa estructura. Uns quants exemples importants són
- les matrius simètriques són tal que els elements simètrics a la diagonal principal (des de dalt a l'esquerra cap avall a la dreta) són iguals, és a dir {\displaystyle a_{i,j}=a_{j,i}}.
- les matrius antisimètriques són tal que els elements simètrics a la diagonal principal són el negatiu un de l'altra, és a dir {\displaystyle a_{i,j}=-a_{j,i}}. En una matriu antisimètrica, tots els elements diagonals són 0, és a dir, {\displaystyle a_{i,i}=0}.
- les matrius hermítiques complexes són tal que els elements simètrics a la diagonal són els conjugats complexos un de l'altre, és a dir {\displaystyle a_{i,j}=a_{j,i}^{*}}, on '*' significa la conjugació complexa.
- les matrius ortogonals són aquelles matrius quadrades reals invertibles que compleixen la relació: {\displaystyle A^{T}=A^{-1}}.
- les matrius de Toeplitz tenen elements comuns en llurs diagonals, és a dir, {\displaystyle a_{i,j}=a_{i+1,j+1}}.
- les matrius estocàstiques són matrius quadrades les columnes de les quals són vectors de probabilitat; hom les utilitza per definir les cadenes de Markov.
- una matriu quadrada A d'ordre n és singular si el seu determinant és zero. En aquest cas, es diu que aquesta matriu no té inversa.

Per una llista més exhaustiva vegeu llista de matrius.

## Les matrius en l'àlgebra abstracta
Si comencem amb un anell {\displaystyle R}, siguin {\displaystyle n,m\in \mathbb {N} } podem considerar el conjunt {\displaystyle {\mathcal {M}}_{m\times n}(R)} de totes les matrius {\displaystyle m}-per-{\displaystyle n} amb entrades en {\displaystyle R} com una ordenació de {\displaystyle n\cdot m} elements de {\displaystyle R} en {\displaystyle m} files i {\displaystyle n} columnes. La suma i el producte d'aquestes matrius es poden definir com en el cas de matrius complexes o reals (vegeu amunt). El conjunt {\displaystyle {\mathcal {M}}_{n\times n}(R)} de totes les matrius quadrades n-per-n en {\displaystyle R} és un anell pel seu propi dret, isomòrfic a l'anell d'endomorfismes de mòdul esquerre {\displaystyle R^{n}}.
De manera similar, si les entrades es prenen d'un semianell S, la suma i el producte de matrius es poden definir encara com usual. El conjunt de totes les matrius quadrades n×n en S és un semianell en si. Cal recordar que els algorismes ràpids de multiplicació de matrius com l'algorisme de Strassen normalment s'apliquen només a matrius sobre anells i no funcionen per matrius sobre semianells que no són anells.
Si {\displaystyle R} és un anell commutatiu, aleshores {\displaystyle {\mathcal {M}}_{n\times n}(R)} és una àlgebra associativa unitària sobre {\displaystyle R}. Aleshores també és significatiu definir el determinant de les matrius quadrades usant la fórmula de Leibniz; una matriu és invertible si i només si el seu determinant és invertible en {\displaystyle R}.
Tot el que es diu en aquests articles sobre les matrius reals o complexes roman correcte per les matrius sobre un cos arbitrari.
Les matrius sobre un anell polinòmic són importants en l'estudi de la teoria del control.

## Les matrius a la computació
Les matrius són utilitzades àmpliament en computació per la seva facilitat i lleugeresa per manipular informació. En aquest context són la millor manera per representar un graf i són molt utilitzades en el càlcul numèric.